# Girl (singolo Maren Morris)
Girl è un singolo della cantautrice statunitense Maren Morris, pubblicato il 18 gennaio 2019 come primo estratto dal quinto album in studio Girl.

## Descrizione
Morris ha co-scritto la canzone con Sarah Aarons e il suo produttore Greg Kurstin.

## Tracce
- Download digitale

1. Girl – 4:10